# Bruno de Finetti
Bruno de Finetti (Innsbruck, 13 de junho de 1906 - Roma, 20 de julho de 1985) foi um estatístico italiano, notável por seus estudos sobre probabilidade. De Finetti, embora tenha nascido na Áustria, desenvolveu toda sua carreira na Itália, especialmente em Trieste e Roma.

## Biografia
O trabalho de Finetti teve grande influência sobre o desenvolvimento da inferência bayesiana e outras áreas da estatística, matemática e atuária, mas não teve grande repercussão por ter sido publicada em sua grande maioria apenas em italiano.
O teorema de De Finetti, publicado em 1937, introduziu justificativas teóricas para o uso do ponto de vista Bayesiano e também o conceito de permutabilidade. Outras publicações de De Finetti de grande importância para a estatística são Fondamenti Logici del Ragionamento Probabilistico, (1930) Probability, Induction and Statistics (1972), e o clássico Theory of Probability (1974). Contribuições extremamente significativas também podem ser encontrados nas áreas de análise matemática, economia, teoria da decisão, a teoria do risco, ciência da computação, matemática financeira e atuarial.
Uma das contribuições mais importantes de De Finetti foi na área das apostas equivalentes, ou loteria da equivalência, que permite realização de estimativas quantitativas, em situações sem um espaço claro de possibilidades igualmente prováveis e probabilidades subjetivas. Através de um método conhecido por Jogo de De Finatti, em que são feitas perguntas, procura descobrir-se as probabilidades subjetivas reais para determinado esperança.
Outra importante ferramenta estatística leva seu nome. O Diagrama de De Finetti é um gráfico na forma de triângulo utilizado no estudo das genética das populações.